# Cul-de-sac (pel·lícula)
Cul-de-sac és una pel·lícula de thriller psicològic britànic en blanc i negre de 1966, dirigida per Roman Polanski. Protagonitzada per Donald Pleasence, Françoise Dorléac, Lionel Stander, Jack MacGowran i Iain Quarrier en els papers principals. Fou la segona aparició en pantalla de Jacqueline Bisset. Ha estat doblada al català.

## Sinopsi
Dos delinqüents pròfugs, Richard "Dicky" (Lionel Stander), ferit d'un tret, i Albie (Jack MacGowran), ja agonitzant, es refugien en un vell castell a la vora de l'oceà, propietat d'un estatunidenc covard, George (Donald Pleasence) i el seu desinhibida esposa francesa, Teresa (Françoise Dorléac). Allí, Dicky i Albie esperen que el seu cap vingui a recollir-los. Albie mor, i Dicky estableix una estranya relació amb l'excèntric matrimoni.

## Repartiment
- Donald Pleasence - George
- Françoise Dorléac - Teresa
- Lionel Stander - Dickey
- Jack MacGowran - Albie
- Iain Quarrier - Christopher
- Geoffrey Sumner - Pare de Christopher
- Renée Houston - Mare de Christopher
- Robert Dorning - Philip Fairweather
- Marie Kean - Marion Fairweather
- William Franklyn - Cecil
- Jacqueline Bisset - Jacqueline
- Trevor Delaney - Nicholas

## Comentaris
Com la pel·lícula anterior de Polanski Repulsió, estrenada l'any anterior, explora temes de terror, sexualitat frustrada i alienació, que han esdevingut característics de moltes de les pel·lícules del director, especialment La llavor del diable i Le Locataire.
Cul-de-Sac ha estat comparat en el to i el tema amb les obres de Samuel Beckett i Harold Pinter, i aquestes semblances són destacades pel càsting de dos papers principals a la pel·lícula: Jack MacGowran va ser reconegut per les seves actuacions escèniques de les obres de teatre de Beckett i Donald Pleasence van originar el paper de Davies a The Caretaker de Pinter.
Christopher Weedman també assenyala les similituds de la pel·lícula amb "thrillers amb hostatges de Humphrey Bogart" com The Petrified Forest (Archie Mayo, 1936), Key Largo (John Huston, 1948), i The Desperate Hours (William Wyler, 1955)."

## Premis
Va guanyar l'Os d'Or del 16è Festival Internacional de Cinema de Berlín (Roman Polanski).